# 大谷站 (和歌山縣)
大谷站（日语：／ Ōtani eki */?）是位於和歌山縣伊都郡葛城町大谷285番3號，西日本旅客鐵道（JR西日本）的和歌山線車站。

## 歷史
- 1952年（昭和27年）10月1日 - 日本國有鐵道和歌山線妙寺站至笠田站之間開設此站[1]。
- 1987年（昭和62年）4月1日 - 伴隨國鐵分割民營化，車站由西日本旅客鐵道（JR西日本）營運[1][2]。
- 2020年（令和2年）3月14日 - 車站開始可以使用IC卡「ICOCA」[3]。

## 車站構造
車站是一座地面車站，設有1面1線的單式月台。和歌山方向的列車會開啟右邊車門。和歌山方向和五條方向的列車都會停靠在同一月台上。
此站是由橋本站管理的無人車站。此站沒有車站大樓，月台直接連接車站出入口。
此站設有自動售票機。此站沒有廁所。曾經車票上會標記了「(和)大谷」。

## 利用狀況
以下為1日平均乘車人次：
| 年度 | 1日平均 乘車人次 |
| ---- | ---------------- |
| 1998 | 171              |
| 1999 | 165              |
| 2000 | 160              |
| 2001 | 155              |
| 2002 | 130              |
| 2003 | 118              |
| 2004 | 120              |
| 2005 | 129              |
| 2006 | 117              |
| 2007 | 129              |
| 2008 | 135              |
| 2009 | 132              |
| 2010 | 138              |
| 2011 | 126              |
| 2012 | 122              |
| 2013 | 126              |
| 2014 | 116              |
| 2015 | 102              |
| 2016 | 109              |
| 2017 | 103              |
| 2018 | 96               |

## 車站周邊
- 葛城町立大谷小學
- 京奈和自動車道·紀北東道路 紀北葛城交匯處（日语：紀北かつらぎインターチェンジ）

## 相鄰車站
西日本旅客鐵道（JR西日本）
 和歌山線
■快速（粉河站以東各站停車）、■普通
妙寺－大谷－笠田

## 注腳
1. 1 2 3  曾根悟（監修）. 朝日新聞出版分冊百科編集部（編集） , 编. . 週刊朝日百科. 42号 阪和線・和歌山線・桜井線・湖西線・関西空港線. 朝日新聞出版. 2010-05-16: 20–21 （日语）.
2. ↑  『交通年鑑 昭和63年版』 交通協力會，1988年3月。
3. ↑   (PDF) (新闻稿). 西日本旅客鉄道和歌山支社. 2019-12-13  [2021-01-08]. （原始内容存档 (PDF)于2021-01-04） （日语）.
4. ↑  《和歌山縣統計年鑑》和《和歌山縣公共交通機關等資料集》

## 外部連結
- 大谷｜車站資訊：JR出門網 - 西日本旅客鐵道（日語）